# نورثفيو (ميزوري)
نورثفيو (بالإنجليزية: Northview)‏ هي إحدى المجتمعات الفردية (غير مصنفة) في ولاية ميزوري في الولايات المتحدة الأمريكية.

## أعلام
- جوزيف ستيرلينغ بريدويل